# حزب ملیون ایران
حزب ملیون ایران با رهبری حبیب‌الله نوبخت، فضل‌الله زاهدی و سید ابوالقاسم کاشانی با تلاش فرانتس مایر جاسوس آلمانی در پایان سال ۱۳۲۰ و پس متلاشی شدن حزب کبود پای گرفت. در این حزب علاوه بر افراد فوق تعدادی از امرای ارتش و نمایندگان دوره ۱۳ مجلس نیز حضور داشتند. کاشانی با توجه به اینکه انگلیسی‌ها در قتل پدرش مقصر می‌دانست و برای انتقام از این موضوع به این حزب وارد شد که در این موضوع حمایت و تشویق رشید عالی گیلانی هم مؤثر بود. 
هدف این حزب ایجاد یک جبهه مقاومت در برابر انگلیسی‌های در جنوب ایران توسط تیمسار زاهدی و با کمک قشقایی‌ها بود تا با تضعیف حکومت مرکزی تهران را در نهایت تصرف و اعلام جمهوری کرده و به نفع متحدین وارد جنگ شوند. پس از دستگیری مایر توسط متفقین در ایران رابطه این حزب و آلمان نازی مشخص شده و اعضای مخفی این حزب نیز آشکار شدند. به دنبال این موضوع افرادی مانند نوبخت، کاشانی، زاهدی، باتمانقلیچ، کوپال، اقبال، شریف امامی و آریانا دستگیر و زندان یا تبعید می‌شوند. 